# Odzala bicolorata
Odzala bicolorata là một loài bọ cánh cứng trong họ Cerambycidae.